# Lophocebus osmani
Lophocebus osmani là một loài khỉ Cựu Thế giới thuộc họ Cercopithecidae với sự phân bố hạn chế ở Tây Phi.
Lophocebus osmani là một loài khỉ lông đen, trung bình, đen tối cỡ trung bình. Con đực con cái có màu sắc và dấu hiệu tương tự nhau nhưng con đực lớn hơn nhiều so với con cái, sự khác biệt về kích thước được đặc biệt đánh dấu ở loài này so với các thành viên khác của siêu loài khỉ má xám.